# Barilius ngawa
Barilius ngawa är en fiskart som beskrevs av Vishwanath och Manojkumar 2002. Barilius ngawa ingår i släktet Barilius och familjen karpfiskar. IUCN kategoriserar arten globalt som sårbar. Inga underarter finns listade.